# Gunborg Silborn
Gunborg Silborn  – szwedzka brydżystka, z tytułem World Life Master w kategorii kobiet (WBF).

## Wyniki brydżowe

### Olimpiady
Na olimpiadach uzyskała następujące rezultaty:
| Olimpiady brydżowe. Zawody teamów | Olimpiady brydżowe. Zawody teamów | Olimpiady brydżowe. Zawody teamów | Olimpiady brydżowe. Zawody teamów | Olimpiady brydżowe. Zawody teamów | Olimpiady brydżowe. Zawody teamów |
| Rok                               | Miejsce                           | Zawody                            | Kategoria                         | Drużyna                           | Pozycja                           |
| --------------------------------- | --------------------------------- | --------------------------------- | --------------------------------- | --------------------------------- | --------------------------------- |
| 1984                              | Seattle                           | 7. Olimpiada Teamów               | Kobiety                           | Sweden                            | 6                                 |
| 1980                              | Valkenburg                        | 6. Olimpiada Teamów               | Kobiety                           | Sweden                            | 4                                 |
| 1972                              | Miami Beach                       | 4. Olimpiada Brydżowa             | Kobiety                           | Sweden                            | 6                                 |
| 1968                              | Deauville                         | 3. Olimpiada Teamów               | Kobiety                           | Sweden                            | 1                                 |
| 1964                              | Nowy Jork                         | 2. Olimpiada Teamów               | Kobiety                           | Sweden                            | 5                                 |

### Zawody światowe
W światowych zawodach zdobyła następujące lokaty:
| Mistrzostwa Świata. Konkurencja par | Mistrzostwa Świata. Konkurencja par | Mistrzostwa Świata. Konkurencja par | Mistrzostwa Świata. Konkurencja par | Mistrzostwa Świata. Konkurencja par | Mistrzostwa Świata. Konkurencja par |
| Rok                                 | Miejsce                             | Zawody                              | Kategoria                           | Partner                             | Pozycja                             |
| ----------------------------------- | ----------------------------------- | ----------------------------------- | ----------------------------------- | ----------------------------------- | ----------------------------------- |
| 1970                                | Sztokholm                           | 3. Mistrzostwa Świata               | Kobiety                             | Britt Blom                          | 3                                   |

### Zawody europejskie
W europejskich zawodach zdobyła następujące lokaty:
| Zawody europejskie. Konkurencja teamów | Zawody europejskie. Konkurencja teamów | Zawody europejskie. Konkurencja teamów | Zawody europejskie. Konkurencja teamów | Zawody europejskie. Konkurencja teamów | Zawody europejskie. Konkurencja teamów |
| Rok                                    | Miejsce                                | Zawody                                 | Kategoria                              | Drużyna                                | Pozycja                                |
| -------------------------------------- | -------------------------------------- | -------------------------------------- | -------------------------------------- | -------------------------------------- | -------------------------------------- |
| 1985                                   | Salsomaggiore                          | 37. Mistrzostwa Europy Teamów          | Kobiety                                | Sweden                                 | 5                                      |
| 1983                                   | Wiesbaden                              | 36. Mistrzostwa Europy Teamów          | Kobiety                                | Sweden                                 | 7                                      |
| 1981                                   | Birmingham                             | 35. Mistrzostwa Europy Teamów          | Kobiety                                | Sweden                                 | 6                                      |
| 1979                                   | Lozanna                                | 34. Mistrzostwa Europy Teamów          | Kobiety                                | Sweden                                 | 10                                     |
| 1967                                   | Dublin                                 | 26. Mistrzostwa Europy Teamów          | Kobiety                                | Sweden                                 | 1                                      |

## Klasyfikacja
- Gunborg Silborn – klasyfikacja WBF (ang.)
- Gunborg Silborn – klasyfikacja EBL (ang.)